# Dishonored 2
Dishonored 2 (укр. Збезчещений 2) — це пригодницька відеогра, розроблена компанією Arkane Studios та видана компанією Bethesda Softworks. Продовження до гри 2012 року Dishonored, була випущена для Microsoft Windows, PlayStation 4 та Xbox One 11 листопада 2016 року. Дія гри відбувається у вигаданому місті Карнака. Після того, як імператриця Емілі Колдвін була повалена відьмою Делілою Копперспіон, гравець може вибрати для управління Емілі або її Королівського захисника і батька Корво Аттано, коли вони намагаються повернути трон. І Емілі, і Корво використовують свій набір надприродних здібностей, хоча гравець може також вирішити позбавитися цих здібностей. Існує безліч способів завершити місії, від прихованого до цілеспрямованого насильницького конфлікту, через середовище для пісочниці.
Ідеї для Dishonored 2 розпочалися при розробці додаткового контенту для свого попередника, що породило рішення створити голос для Корво Аттано, він був мовчазним персонажем у першій частині. Емілі Колдвін була дитиною в першій Dishonored, а тепер нею можна управляти. На естетику гри вплинули картини та скульптури. Дія відбувається у новому вигаданому місті Карнака, її історія була вигадана протягом одного року. Саме місто було засноване на півдні європейських країн, таких як Греція, Італія та Іспанія, спираючись на архітектуру, моду та технології 1851 року.
Dishonored 2 отримала позитивні відгуки. Були виділені покращення після першої частини: складнішій стелс, адаптивність здібностей Емілі та Корво до стилів гри, творчий дизайн окремих місій, реалізація світу і штучний інтелект. Критика була спрямована на відсутність фокусу загального наративу. Окрім цього, технічні помилки, а також проблеми з версією для ПК. Dishonored 2 отримала нагороду за кращу пригодницьку гру на The Game Awards 2016, та за дизайн костюмів на NAVGTR Awards 2017.

## Ігровий процес
Dishonored 2 розвиває ідеї попередниці, пропонуючи просуватися сюжетом за допомогою потайливого проходження міських кварталів, знищення ворогів із застосуванням як звичайної зброї, так і містичних сил. Майже будь-яке завдання можна пройти багатьма способами. Кожен рівень представлений у вигляді просторої локації, яку гравець може вільно досліджувати. У кожного завдання свої тонкощі виконання і деталі, здатні ускладнити або, навпаки, допомогти у вирішенні.
Стиль проходження безпосередньо залежить від того, якого героя обрано. Від персонажа залежать сцени, репліки, настрій героїв і ключові теми сюжету. Кожен з персонажів має різний набір здібностей. Так, Емілі більш схильна до потайливого проходження і дистанційного впливу на ворога. Наприклад, вона може пов'язати кількох ворогів так, щоб завдана одному з них шкода позначалася на решті. Корво навпаки покладається на видовищні атаки і здібності: вміє зупиняти час, телепортуватися, вселятися в тіла тварин і ворогів, напускати на них зграї щурів.
У Dishonored 2 з'являються нові противники, такі як механічні солдати. Вони вирізняються силою і стійкістю, але мають вразливі точки. Якщо поцілити роботу в голову, він почне орієнтуватися на слух або стане атакувати всіх без розбору, чим може скористатися гравець.

## Розробка

### Анонс
Офіційний анонс Dishonored 2 відбувся на конференції Bethesda Softworks в рамках виставки «Electronic Entertainment Expo-2015». На ній стало відомо, що гра вийде на персональних комп'ютерах, PlayStation 4 і Xbox One 11 листопада 2016 року і базуватиметься на рушієві нового покоління Void Engine (на основі id Tech 5). За словами Гарві Сміта, креативного директора Arkane Studios, дія гри розгорнеться в часи, коли Острівна Імперія знову постане перед лицем небезпеки, позаяк «таємничий узурпатор намагається захопити трон». Події відбуватимуться в місті Карнака, батьківщині головного героя Dishonored Корво Аттано, яке розташоване на острові Серконос на південь від Данволла. У Dishonored 2 у гравця з'явиться можливість вибору головного героя: Корво або Емілі Колдвін, дочки імператриці Джессамін з першої частини.

## Ролі озвучили
- Стівен Рассел[en] — Корво Аттано
- Еріка Латтрелл[en] — Емілі Колдвін
- Робін Лорд Тейлор — Чужий
- Розаріо Довсон — капітан Меган Фостер / Біллі Лурк
- Вінсент Д'Онофріо — граф Лука Абеле
- Сем Роквелл — офіцер Мортімер Рамзі
- Педро Паскаль — Паоло
- Роджер Л. Джексон[en] — вчений Антон Соколов
- Джессіка Штраус[en] — алхімік Александрія Гіпатія
- Джеймі Гектор[en] — віце-намісник Ліам Бірн
- Меленді Брітт[en] — Делайла Копперспун
- Ерін Котрелл[en] — Бріанна Ешворт

## Оцінки та відгуки

### Нагороди
- Gamespot: Найкраще на виставці E3-2016
- PCGamer: Найкраще на виставці E3-2016
- Gameinformer: Найкраще на виставці E3-2016
- Eurogamer: Вибір редакторів E3-2016[4]